# Attijariwafa Bank
Attijariwafa Bank is de grootste bank in Marokko en onderdeel van de holding van koning Mohammed VI, genaamd de SNI. Ze werd opgericht na een fusie tussen Banque Commerciale du Maroc en Wafabank en heeft haar hoofdkantoor in Casablanca. Het is de op twee na grootste bank in Afrika.
De bank heeft kantoren in Londen, Parijs, Brussel, Madrid, Barcelona, Milaan, Shanghai, Nederland, Tunesië, Senegal, Ghana, Mauritanië (2) en Mali. Ze is genoteerd aan de Casablanca Stock Exchange sinds 1943.

## Eigendom
- SNI 47.77%
- Andere 13.83%
- MCMA-MAMDA 8.09%
- Wafa Assurance 6.61%
- SANTUSA HOLDING (Santander Group) 5.27%
- Werknemers 4.54%
- RCAR (CDG) 4.26%
- CIMR 2.34%
- CDG 2.31%
- CAISSE MAROCAINE DE RETRAITE (CMR) 2.27%
- AXA ASSURANCES MAROC 1.37%
- RMA-WATANYA 1.32%
- WAFACORP 0.03%[2]

## Dochterondernemingen
- Wafa Assurance
- Wafa Cash
- Wafa Gestion
- Wafa Salaf
- Attijari Bank Tunisie

## Sleutelfiguren
- Mohamed El Kettani, Voorzitter van de Raad van Bestuur en Managing Director
- Abdelaziz Alami, Erevoorzitter
- Antonio Escamez Torres, Vice-voorzitter van de raad
- Mohamed Arroub, Voorzitter van de Raad van Bestuur en Managing Director van Wafa Assurance SA
- Mouawia Essekelli, Managing Director van Attijariwafa bank Europa
- Laila Mamou, voorzitter van de Raad van Bestuur Wafasalaf
- Abdelkrim Raghni, Managing Director van CBAO Groupe Attijariwafa bank
- Wafaa Guessous, Secretaris
- Hassan Bouhemou, Directeur-vertegenwoordiger van SNI
- Mounir Majidi, Directeur-vertegenwoordiger van SINGER
- Javier Hidalgo Blazquez, Directeur-vertegenwoordiger van Grupo Santander
- Hassan Ouriagli, Directeur
- Jose Reig Echeveste, Directeur
- Manuel Varela,Directeur-vertegenwoordiger van Grupo Santander
- Abed Yacoubi Soussane, Directeur[3]